# Super Prestige Pernod 1967
De Super Prestige Pernod 1967 was de negende editie van dit regelmatigheidsklassement in het wielrennen. Ten opzichte van het voorgaande seizoen werd het Criterium du Dauphiné Libéré in 1967 niet verreden. De Vierdaagse van Duinkerke leverde voor het eerst sinds 1961 weer punten op voor het klassement. Hierdoor bleven er achttien wedstrijden meetellen voor de Super Prestige Pernod.
De Nederlander Jan Janssen won het eindklassement. Het was de tweede keer (na Jo de Roo in 1962) en tevens de laatste keer dat een Nederlander de Super Prestige Pernod op zijn naam schreef. Janssen won Parijs-Roubaix en werd door zijn Vuelta-overwinning de eerste Nederlander die een grote ronde wist te winnen. Wereldkampioen Eddy Merckx eindigde als tweede in het klassement en Girowinnaar Felice Gimondi als derde. Behalve de Super Prestige Pernod werden er nog twee andere prijzen uitgereikt: de Prestige Pernod voor Franse renners en de Promotion Pernod voor Franse renners onder de 25 jaar. Deze prijzen werden allebei gewonnen door Bernard Guyot; dit was de enige keer dat een renner beide prijzen won in hetzelfde seizoen.

## Wedstrijden
| Datum           | Koers                                 | Winnaar                |
| --------------- | ------------------------------------- | ---------------------- |
| 8–15 maart      | Parijs-Nice (1967)                    | Tom Simpson            |
| 18 maart        | Milaan-San Remo (1967)                | Eddy Merckx            |
| 2 april         | Ronde van Vlaanderen (1967)           | Dino Zandegù           |
| 9 april         | Parijs-Roubaix (1967)                 | Jan Janssen            |
| 23 april        | Parijs-Brussel                        | Niet georganiseerd     |
| 28 april        | Waalse Pijl (1967)                    | Eddy Merckx            |
| 1 mei           | Luik-Bastenaken-Luik (1967)           | Walter Godefroot       |
| 3–7 mei         | Vierdaagse van Duinkerke (1967)       | Lucien Aimar           |
| 27 april–14 mei | Ronde van Spanje (1967)               | Jan Janssen            |
| 28 mei          | Bordeaux-Parijs (1967)                | Georges Van Coningsloo |
| 20 mei–11 juni  | Ronde van Italië (1967)               | Felice Gimondi         |
| 15–18 juni      | Grand Prix du Midi Libre (1967)       | Michel Grain           |
| 29 juni–23 juli | Ronde van Frankrijk (1967)            | Roger Pingeon          |
| 3 september     | Wereldkampioenschap in Heerlen (1967) | Eddy Merckx            |
| 15–17 september | Parijs-Luxemburg (1967)               | Jan Janssen            |
| 24 september    | Grote Landenprijs (1967)              | Felice Gimondi         |
| 8 oktober       | Parijs-Tours (1967)                   | Rik Van Looy           |
| 21 oktober      | Ronde van Lombardije (1967)           | Franco Bitossi         |

## Eindklassementen

### Individueel
| Plek | Renner                 | Punten |
| ---- | ---------------------- | ------ |
| 1    | Jan Janssen            | 284    |
| 2    | Eddy Merckx            | 231    |
| 3    | Felice Gimondi         | 225    |
| 4    | Roger Pingeon          | 133    |
| 5    | Franco Balmamion       | 105    |
| 5    | Rik Van Looy           | 105    |
| 7    | Lucien Aimar           | 95     |
| 7    | Georges Van Coningsloo | 95     |
| 9    | Franco Bitossi         | 90     |
| 9    | Bernard Guyot          | 90     |

- Prestige Pernod: Bernard Guyot
- Promotion Pernod: Bernard Guyot

1959 · 1960 · 1961 · 1962 · 1963 · 1964 · 1965 · 1966 · 1967 · 1968 · 1969 · 1970 · 1971 · 1972 · 1973 · 1974 · 1975 · 1976 · 1977 · 1978 · 1979 · 1980 · 1981 · 1982 · 1983 · 1984 · 1985 · 1986 · 1987